# Carefree
Carefree (рус. Кэфри) — это бренд товаров интимного ухода для женщин (хотя сначала имя бренда принадлежало тампонам) от Johnson & Johnson. В США бренд Carefree изначально был выведен на рынок компанией Personal Products Company (части McNeil Consumer Healthcare подразделения Johnson & Johnson), и в настоящее время продается компанией Edgewell Personal Care (вместе с другими брендами женской гигиены от Johnson & Johnson).

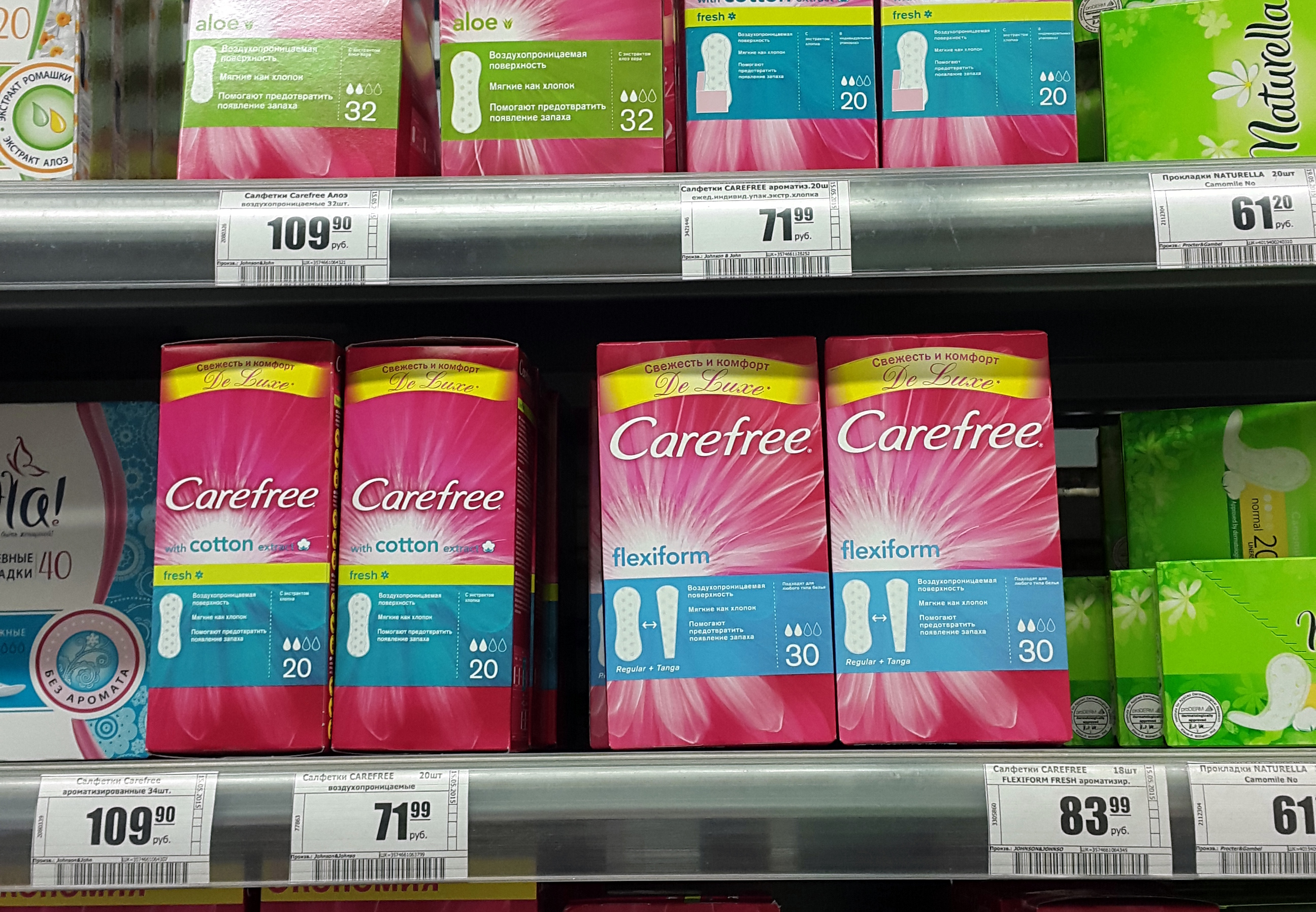
Прокладки Carefree в супермаркете (Россия)

## История
С 1963 года под брендом «Carefree» выпускались тампоны. В Австралии и Новой Зеландии тампоны под этим брендом можно приобрести и в 2021 году. 
Бренд прокладок-ежедневок был изначально представлен как «Carefree Panty Shields» в 1976 году (торговая марка зарегистрирована 3 апреля 1979 года под номером 1115915) и до конца 70-х годов захватил больше половины рынка. Этому способствовало идеальное решение рекламного слогана — прокладки продвигались под рекламным слоганом «для свеже-одетой женщины» (слоган «For the fresh-dressed woman» был придуман рекламным агентством SSC&B).
В 1997 году бренду Carefree принадлежало 10 % рынка товаров женской гигиены США.
В 2001 году поступили в продажу черные прокладки «Сarefree black».
В 2008 году компания Carefree представила линейку «Ultra Protection» (производство этих прокладок было прекращено в 2012 году).
В 2012 году бренд выпустил в эфир спорную телерекламу прокладок Carefree Acti-Fresh в Новой Зеландии и Австралии упоминая слово «вагина». Как только реклама вышла в свет, австралийское бюро получило 9 жалоб.
С 23 октября 2013 года на территории Северной Америки бренд принадлежал компании Energizer, а на территории остального мира — Johnson & Johnson.
В 2015 году компания Energizer разделилась, выделив подразделение Edgewell Personal Care, в которое, наравне с другими брендами, вошёл и Carefree.

## Продукция Carefree
В разных странах ассортимент товаров, продаваемых под брендом «Carefree» сильно различается. 
В Северной Америке кроме ежедневных прокладок под суббрендом Carefree Breathe выпускаются обычные гигиенические прокладки для использования в менструальный период.
В Австралии и Новой Зеландии выпускаются тампоны и ежедневные прокладки, продукция бренда занимают значимую часть рынка.
На территории России это ежедневные прокладки разных размеров и разной толщины, иногда ароматизированные. Также под брендом Carefree производятся: гели для интимной гигиены, влажные салфетки для интимной гигиены.